# Marchand (Familienname)
Marchand ist ein französischer Familienname.

## Namensträger
- Albert Gallatin Marchand (1811–1848), US-amerikanischer Politiker
- Alex Beaulieu-Marchand (* 1994), kanadischer Freestyleskier
- André Marchand (Maler) (1907–1997), französischer Maler
- André Marchand (Mykologe) (1916–1988), französischer Mykologe
- André Marchand (Pianist) (1945–2021), deutscher Pianist
- André Marchand (Betriebswirtschaftler) (* 1980), deutscher Wirtschaftswissenschaftler
- Anne-Marie Marchand (1927–2005), französische Kostümbildnerin
- Bernard Marchand (1912–2000), Schweizer Sprinter
- Bertrand Marchand (1953–2023), französischer Fußballtrainer
- Brad Marchand (* 1988), kanadischer Eishockeyspieler
- Charles Marchand (1890–1930), kanadischer Folksänger
- Christophe Marchand (Designer) (* 1965), Schweizer Designer
- Christophe Marchand (Schwimmer) (* 1972), französischer Schwimmer
- Christophe Marchand (Jurist), belgischer Jurist
- Christophe Marchand-Kiss (1964–2018), französischer Dichter
- Clément Marchand († 2013), kanadischer Dichter und Journalist
- Colette Marchand (1925–2015), französische Tänzerin und Schauspielerin
- Corinne Marchand (* 1931), französische Schauspielerin
- Daniel Marchand (1900–1989), französischer Automobilrennfahrer
- David Marchand (1776–1832), US-amerikanischer Politiker
- Didier-Léon Marchand (1925–2022), französischer Geistlicher, Bischof von Valence
- Étienne Marchand (1755–1793), französischer Kapitän und Entdecker
- Felix Marchand (1846–1928), deutscher Mediziner
- Félix-Gabriel Marchand (1832–1900), kanadischer Politiker
- Géraldine Marchand-Balet (* 1971), Schweizer Politikerin (CVP)
- Gilles Marchand (Soziologe) (* 1962), Schweizer Soziologe und Medienmanager
- Gilles Marchand (Regisseur) (* 1963), französischer Regisseur und Drehbuchautor
- Gilles Marchand (Schriftsteller) (* 1976), französischer Schriftsteller und Herausgeber
- Guy Marchand (1937–2023), französischer Schauspieler, Klarinettist und Sänger
- Hans Marchand (1907–1978), deutscher Sprachwissenschaftler
- Hans Marchand (Politiker) (* 1919), deutscher Politiker (LDPD), MdV
- Henri Marchand (1898–1959), französischer Schauspieler
- Hermann Marchand (1864–1945), deutscher Jurist und Stadtentwickler
- Hildegard Marchand (1896–1950), deutsche Kunsthistorikerin
- Jean Marchand (Maler) (Jean Hippolyte Marchand; 1883–1940/1941), französischer Maler
- Jean Marchand (Politiker) (1918–1988), kanadischer Gewerkschaftsfunktionär und Politiker
- Jean-Baptiste Marchand (1863–1934), französischer Offizier und Afrikaforscher
- Jean Gabriel Marchand (1765–1851), französischer General
- Joseph Marchand (1803–1835), französischer Missionar
- Joseph Marchand (1892–1935), belgischer Radrennfahrer
- Julien Marchand (* 1995), französischer Rugby-Union-Spieler
- Kathrin Marchand (* 1990), deutsche Ruderin
- Léon Marchand (* 2002), französischer Schwimmer
- Leonard Marchand (1933–2016), kanadischer Agrarwissenschaftler und Politiker
- Louis Marchand (Musiker) (1669–1732), französischer Cembalist, Organist und Komponist
- Louis Marchand (Journalist) (1849–1871), französischer Journalist
- Louis-Auguste Marchand (1774–1812), französischer General der Infanterie
- Louis Joseph Marchand (1791–1876), französischer Militär, Diener von Napoleon Bonaparte
- Marie Jay Marchand-Arvier (* 1985), französische Skirennläuferin
- Maxime Le Marchand (* 1989), französischer Fußballspieler
- Michèle Marchand (* 1947), französische Unternehmerin und PR-Beraterin
- Nancy Marchand (1928–2000), US-amerikanische Schauspielerin
- Paul Marchand (1937–2011), kanadischer Geistlicher, Bischof von Timmins
- Philip Marchand (* 1946), kanadischer Journalist und Schriftsteller
- Philippe Marchand (1939–2018), französischer Jurist und Politiker
- Pierre-André Marchand (* 1943), Schweizer Journalist, Schriftsteller, Sänger und Liedermacher
- Prosper Marchand (1675–1756), französischer Bibliograph
- Suzanne L. Marchand (* 1961), US-amerikanische Historikerin
- Richard Felix Marchand (1813–1850), deutscher Chemiker
- Robert Marchand (1911–2021), französischer Radsportler
- Theobald Hilarius Marchand (1741–1800), Theaterunternehmer
- Thierry Marchand (* 1978/9), französischer Animator
- Tifany Huot-Marchand (* 1994), französische Shorttrackerin
- Valérie Hould-Marchand (* 1980), kanadische Synchronschwimmerin
- Yannick Marchand (* 2000), Schweizer Fußballspieler
- Xavier Marchand (Schwimmer) (* 1973), französischer Schwimmer
- Xavier Marchand (Filmproduzent), Filmproduzent